# Mitsubishi Eclipse Cross
Mitsubishi Eclipse Cross – samochód osobowy typu SUV klasy kompaktowej, produkowany przez japoński koncern Mitsubishi Motors od 2018 roku.

## Historia i opis modelu

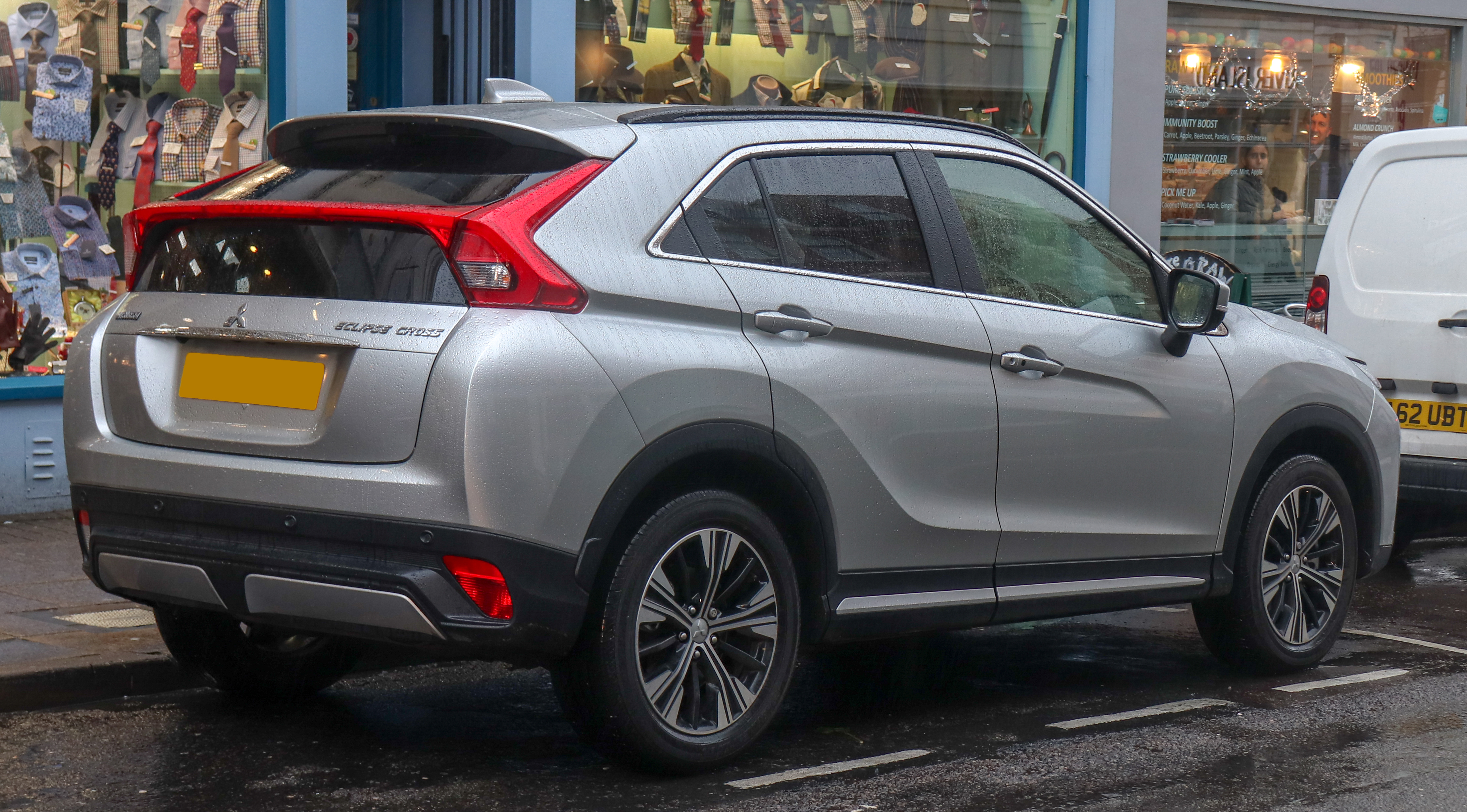
Mitsubishi Eclipse Cross przed liftingiem - tył

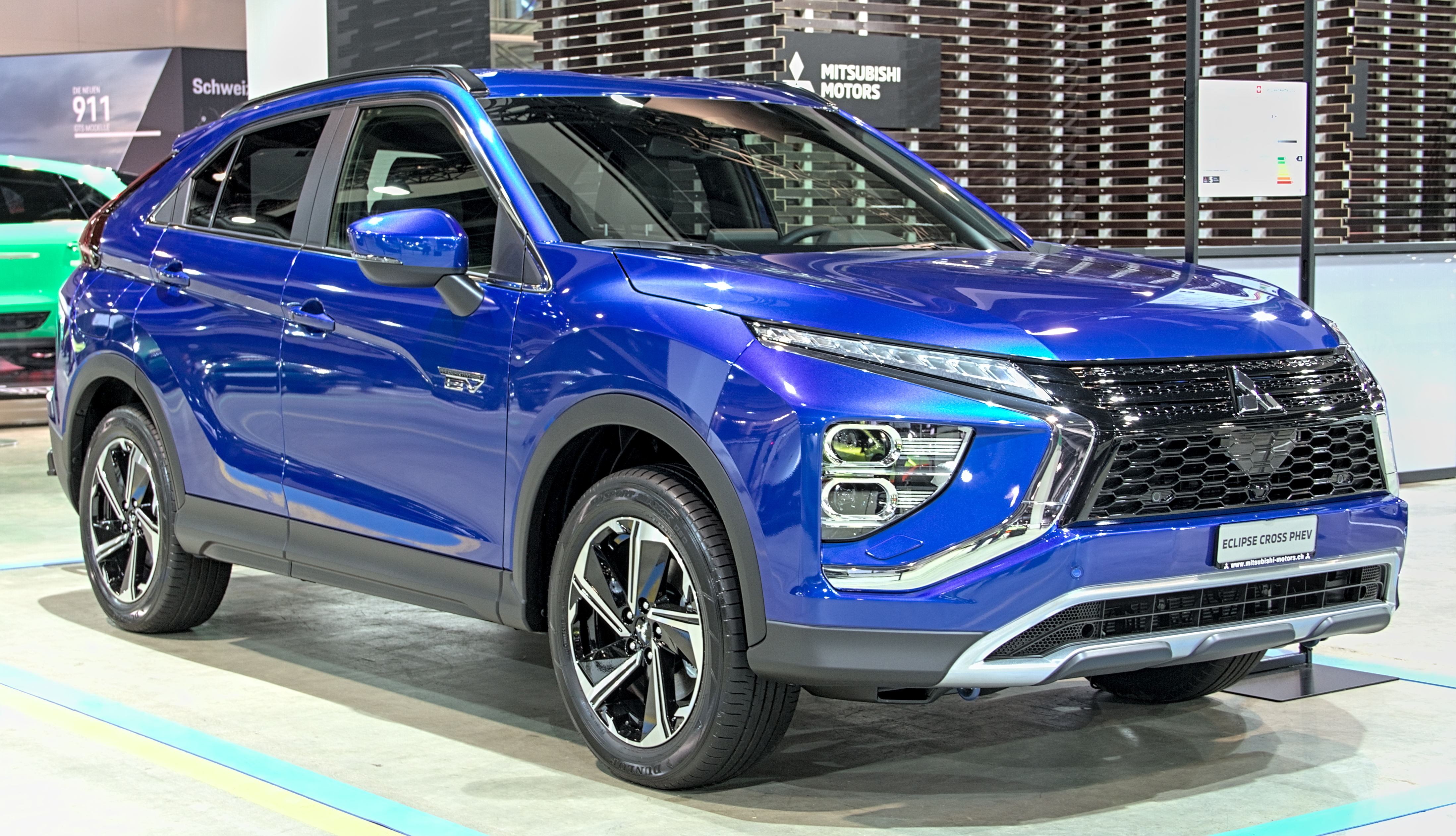
Mitsubishi Eclipse Cross po liftingu

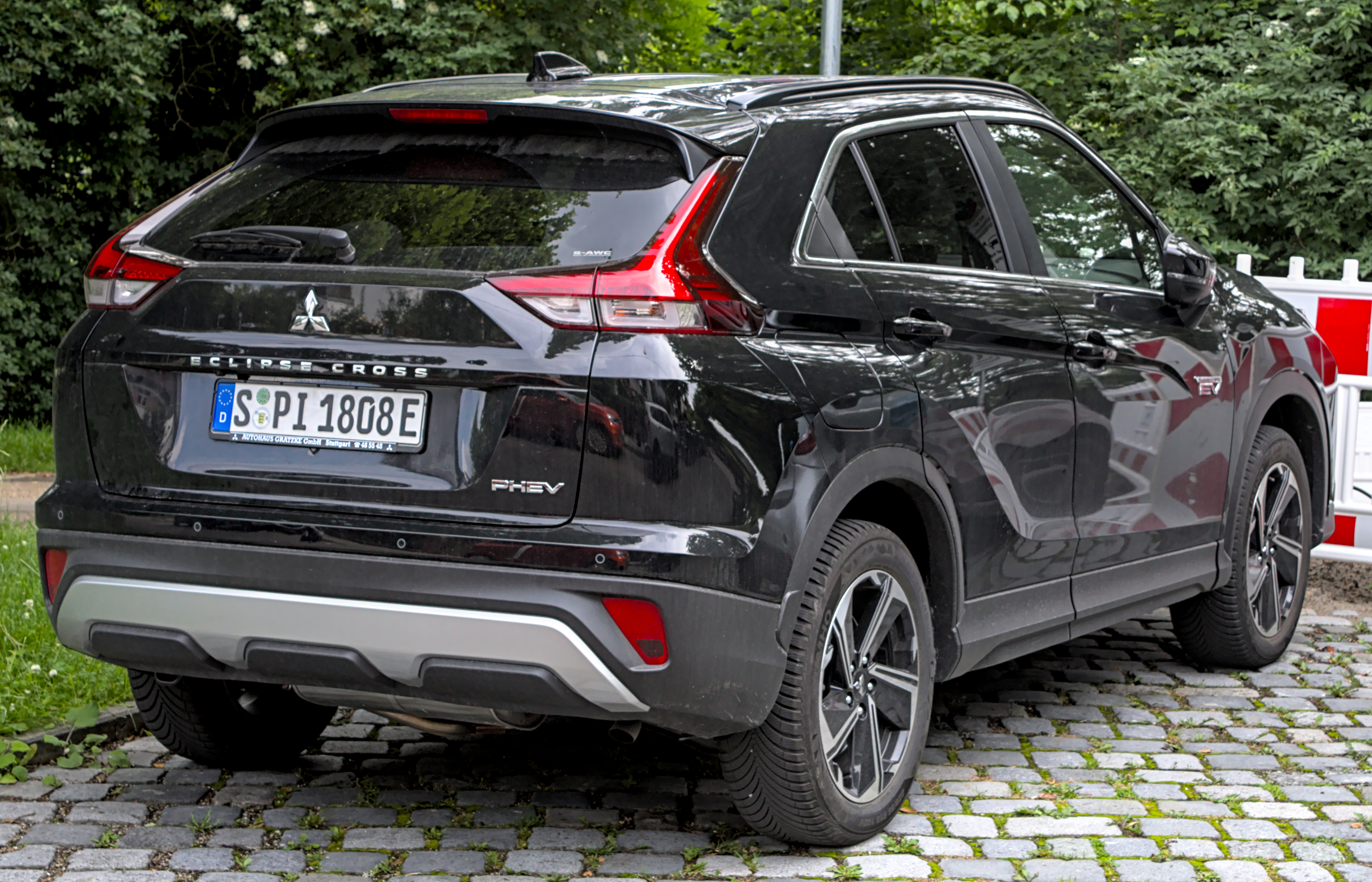
Mitsubishi Eclipse Cross po liftingu - tył

Samochód został po raz pierwszy zaprezentowany podczas targów motoryzacyjnych w Genewie w 2017 roku. Do sprzedaży trafił na większości rynków w pierwszej połowie 2018 roku.
Eclipse Cross to kompaktowy SUV o dynamicznej linii nadwozia mającej nawiązywać do nadwozia Coupe, z tego też wzięła się nazwa Eclipse, bowiem tak nazywało się niegdyś Coupe oferowane przez tę markę w USA. Pojazd w gamie Mitsubishi pozycjonowany jest pomiędzy Mitsubishi ASX a Mitsubishi Outlander, z którymi zresztą dzieli płytę podłogową.
W czerwcu 2019 roku w Japonii zadebiutował niedostępny w Europie wariant z silnikiem Diesla. Użyty silnik to 2,2 DiD o mocy 143 KM i maksymalnym momentem obrotowym 380 Nm.

### Lifting
Pod koniec 2020 roku samochód przeszedł face lifting. Zmieniono m.in. zderzak przedni i reflektory, przemodelowano tył pojazdu, który został pozbawiony charakterystycznego spojlera z pasem świateł oraz podwójnej szyby. Wprowadzono także nowy system multimedialny z 8-calowym ekranem dotykowym. Pojazd ma trafić do sprzedaży na początku 2021 roku. Przy okazji liftingu do gamy silnikowej trafiła wersja hybrydowa PHEV, która bazuje na benzynowym silniku 2,4 i dwóch elektrycznych.

### Wersje wyposażenia
- Inform
- Invite Plus
- Intense
- Intense Plus
- Instyle

Standardowe wyposażenie podstawowej wersji Inform obejmuje m.in. 7 poduszek powietrznych, 16-calowe felgi aluminiowe, asystenta pasa ruchu, elektrycznie regulowane i podgrzewane lusterka, przyciemniane szyby, czujniki zmierzchu i deszczu, automatyczne światła drogowe, światła do jazdy dziennej LED, radio z CD/MP3 i 4 głośnikami, wspomaganie układu kierowniczego, tempomat, centralny zamek z pilotem, elektrycznie regulowane szyby przednie i tylne, klimatyzację automatyczną, komputer pokładowy, oraz przesuwaną tylną kanapę.
Bogatsza wersja Invite Plus dodatkowo wyposażona jest w m.in. 18-calowe felgi aluminiowe, chromowane elementy wykończenia, kierownicę i gałkę zmiany biegów obszyte skórą, system multimedialny z 8 calowym ekranem dotykowym, Bluetooth, Apple Car Play/Android Auto, klimatyzacje automatyczną dwustrefową, podgrzewane przednie siedzenia, system bezkluczykowy, a także kamerę cofania.
Kolejna w hierarchii wersja - Intense dodatkowo została wyposażona w m.in. elektrycznie składane lusterka, podgrzewaną szybę przednią, podgrzewaną kierownicę i tylną kanapę, przednie i tylne czujniki parkowania, oraz elektromechaniczny hamulec postojowy.
Wersja Intense Plus została ponadto wyposażona w m.in. system monitorowania martwego pola, kamerę 360 stopni, a także przednie reflektory LED.
Najbogatsza wersja Instyle została ponadto wyposażona m.in. w adaptacyjny tempomat, szklany dach panoramiczny, car audio firmy Rockford Fosgate, skórzaną tapicerkę, oraz elektrycznie regulowany fotel kierowcy.

### Silnik
| 1.5T MIVEC | 1499 | R4 | 163 KM przy 5500 | 250 Nm przy 1800 - 4500 | 9,7 | 205 |